# Citadela din Budapesta

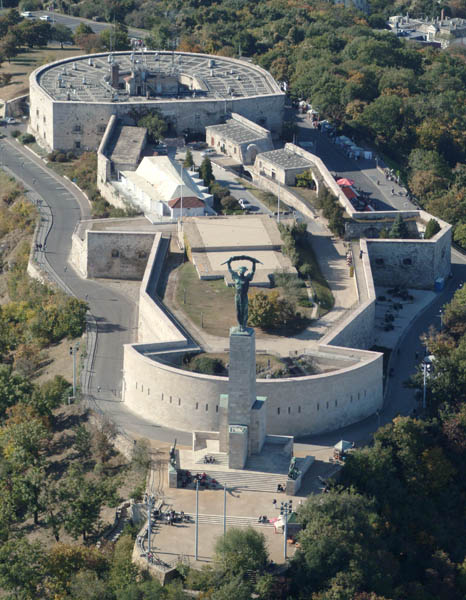
Imaginea aeriană a Citadelei

Citadela din Budapesta (în maghiară Budapesti Citadella) este o fortăreață aflată în vârful dealului Gellért din Buda, în sectorul XI al Budapestei. A fost ridicat de autoritățile militare austriece în anul 1854, după înfrângerea revoluției maghiare de la 1848-49. În prezent, este un monument istoric și un important reper turistic al capitalei maghiare. Din 1987, zona ce cuprinde și Citadela este înscrisă în Patrimoniul Mondial UNESCO, ca parte a obiectivului „Malurile Dunării”.

## Locație
Fortăreața, cunoscută sub denumirea de Citadela din Budapesta este situată în Budapesta, pe vârful dealului Gellért, pe un platou îngust, situat la altitudinea de 235 de metri (139 m față de nivelul local al Dunării), fiind astfel construcția aflată la cea mai mare altitudine din centrul Budapestei. Din punct de vedere administrativ, se găsește pe teritoriul sectorului XI., cu axa longitudinală orientată în direcția est-vest, și care formează un unghi de aproximativ 30 de grade cu direcția Dunării. Extremitatea estică a construcției se află la marginea terasei de deasupra abruptului stâncos al dealului, care coboră spre faleza Dunării; tot aici, pe o terasă artificială, este amplasată Statuia Libertății.

## Nume
Denumirea fortăreței vine de la cuvântul de origine italiană  citadella. În limba maghiară, ca și în limba română, este un italienism, însemnând fortăreață sau cetățuie situată pe o înălțime, dinafara zidurilor unui oraș, având scopul de a apăra orașul și de a servi drept ultim refugiu în caz de ocupare a orașului de către inamic. Denumirea de Citadelă a fost adoptată oficial abia la sfârșitul secolului al XIX-lea, odată cu pierderea rolului militar și intrarea ei în proprietatea Primăriei Budapestei. Până atunci, denumirea sa a fost: Fortăreața Militară de pe Dealul Gellért (în maghiară Gellérthegyi Katonai Erőd).

## Istoric

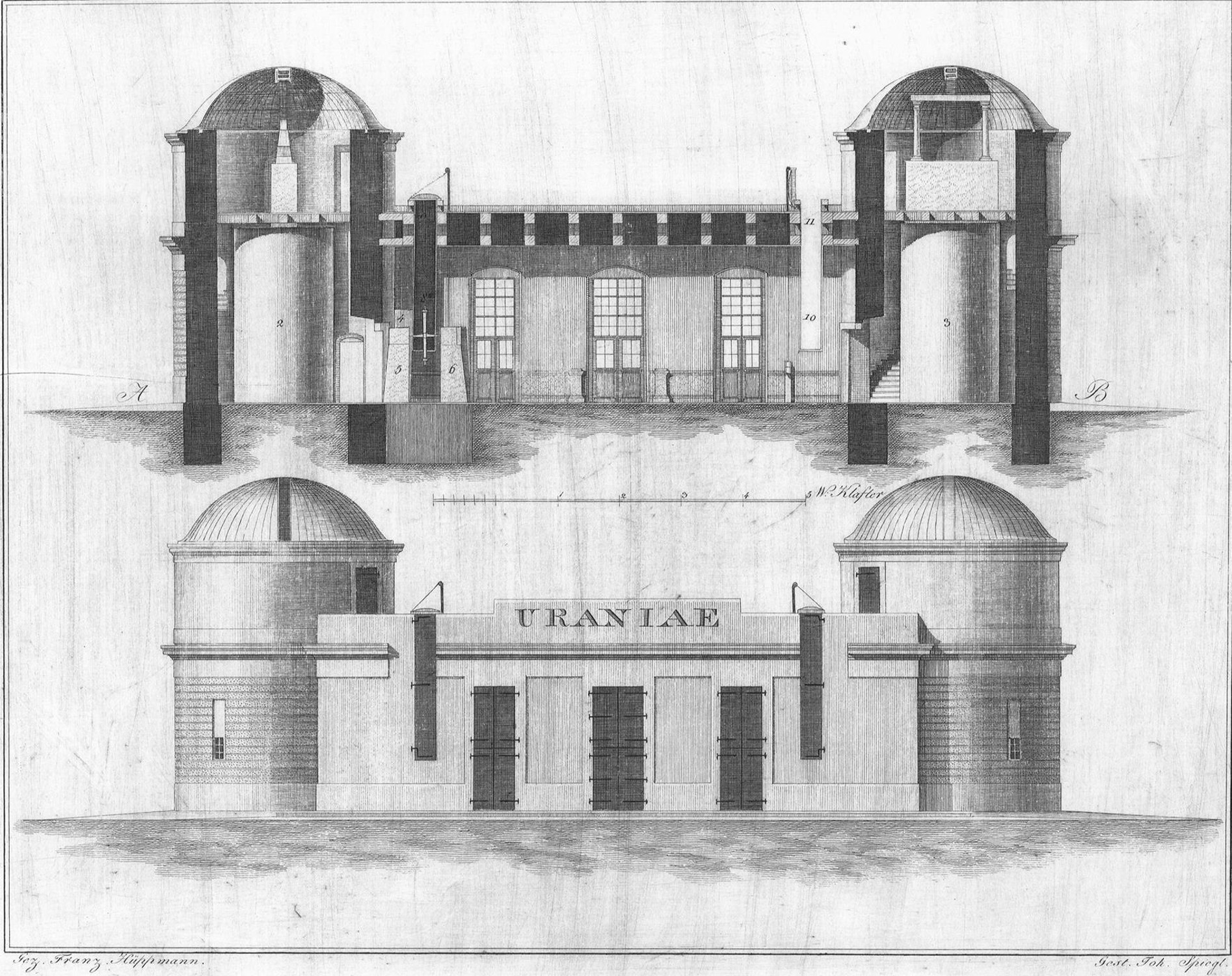

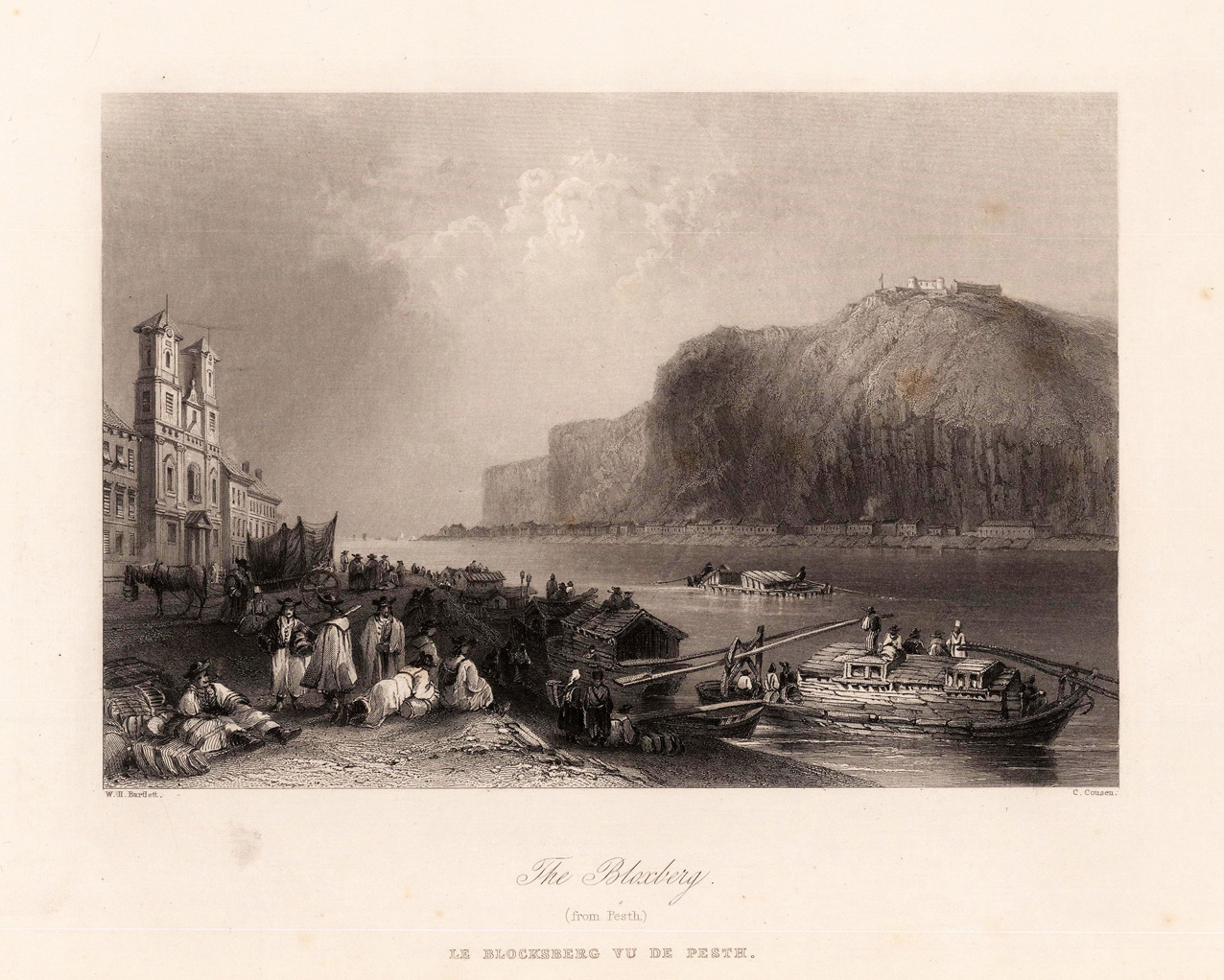

Fortăreața Citadelei a fost înălțată pe ruinele antice ale unei fortificații eravisce; între anii 1850 și 1854, cu ocazia realizării construcției, mare parte din urmele oppidumului de pe Dealul Gellért au dispărut.
În perioada evului mediu, pe vârful dealului a existat o capelă, loc de pelerinaj al locuitorilor Budei, care a fost distrusă după ocuparea orașului de către turcii otomani. Ulterior, turcii au construit pe platoul dealului o cetate de palisade, având un rol defensiv. La propunerea palatinului Ungariei, József, în locul cetății turcești de palisade a fost ridicat Observatorul Astronomic al Universității din Buda. Inaugurarea noului observator a avut loc în anul 1815 în prezența a trei suverani europeni: țarul Alexandru I al Rusiei, împăratul Francisc I al Austriei  și  regeleFrederic Wilhelm al III-lea al Prusiei, care se reuniseră pentru încheierea Sfintei Alianțe și au călătorit împreuna la Buda pentru festivitățile de inaugurare.
La asediul cetății Buda de către armata revoluționară maghiară din anul 1849, artileriștii maghiari au amplasat bateriile de asalt pe platoul din fața observatorului astronomic în ciuda protestului energic a conducerii instituției și a universității. Riposta de artilerie a defensivei austriece din cetate, a dus la avarierea gravă a edificiului instituției, iar după căderea cetății unitățile revoluționare au părăsit locația, biblioteca, mobilierul și aparatele observatorului cazând pradă jafului. 
După înfrângerea revoluției maghiare, Consiliul de Război din Viena, folosindu-se de experiența din timpul asediului din 1849, a hotărât abandonarea din punct de vedere militar a cetății Buda și construirea unei rețele de fortărețe puternice în jurul Budapestei, organizate și echipate după principiile strategiei militare moderne. Rolul acestei rețele urma să asigure apărarea în fața unor eventuale atacuri străine și, în același timp, de a contracara eficient orice revoltă internă. Citadela a fost primul obiectiv din cadrul acestei rețele. Piatra de temelie a noii fortărețe a fost pusă în 1850, pe baza proiectului inginerului genist austriac Emmanuel Zitta. Bugetul alocat și aprobat de către împăratul Franz Joseph pentru realizarea fortăreței a fost de două sute de mii de florini de aur. Locația a fost stabilită pe amplasamentul vechiului observator astronomic, distrus în 1849, extins la grădinile și viile adiacente care au fost expropriate. Ruinele observatorului astronomic au fost aruncate în aer, iar platoul a fost netezit prin lucrări de terasare. Terasarea s-a făcut în mare parte prin dinamitare, procedeu datorită căruia, cea mai mare parte a relicvelor antice eravisce au fost distruse. Construcția a durat patru ani, astfel încât în toamna anului 1854, unități ale armatei imperiale austriece și-au făcut intrarea în noua fortăreață. Conform planurilor inițiale, construcția avea 220m lungime, lățime maximă de 60 m cu pereți de 12-16m înălțime și grosime de 4m, structura de apărare a fost completată ulterior de o serie de șanțuri și valuri de pământ, având rolul de a asigura apărarea din direcția nord; în fort au fost amplasate 60 de tunuri moderne de calibru mare pe afeturi fixe. După finalizarea fortăreței de pe dealul Gellért, realizarea celorlalte obiective ale rețelei de forturi a fost abandonată, în favoarea construirii sistemului de cazemate de la Komarom.
Datorită amenințării permanente pe care o reprezenta fortăreața, pentru populația din orașele Buda și Pesta, ea a devenit un simbol detestat al ocupației.

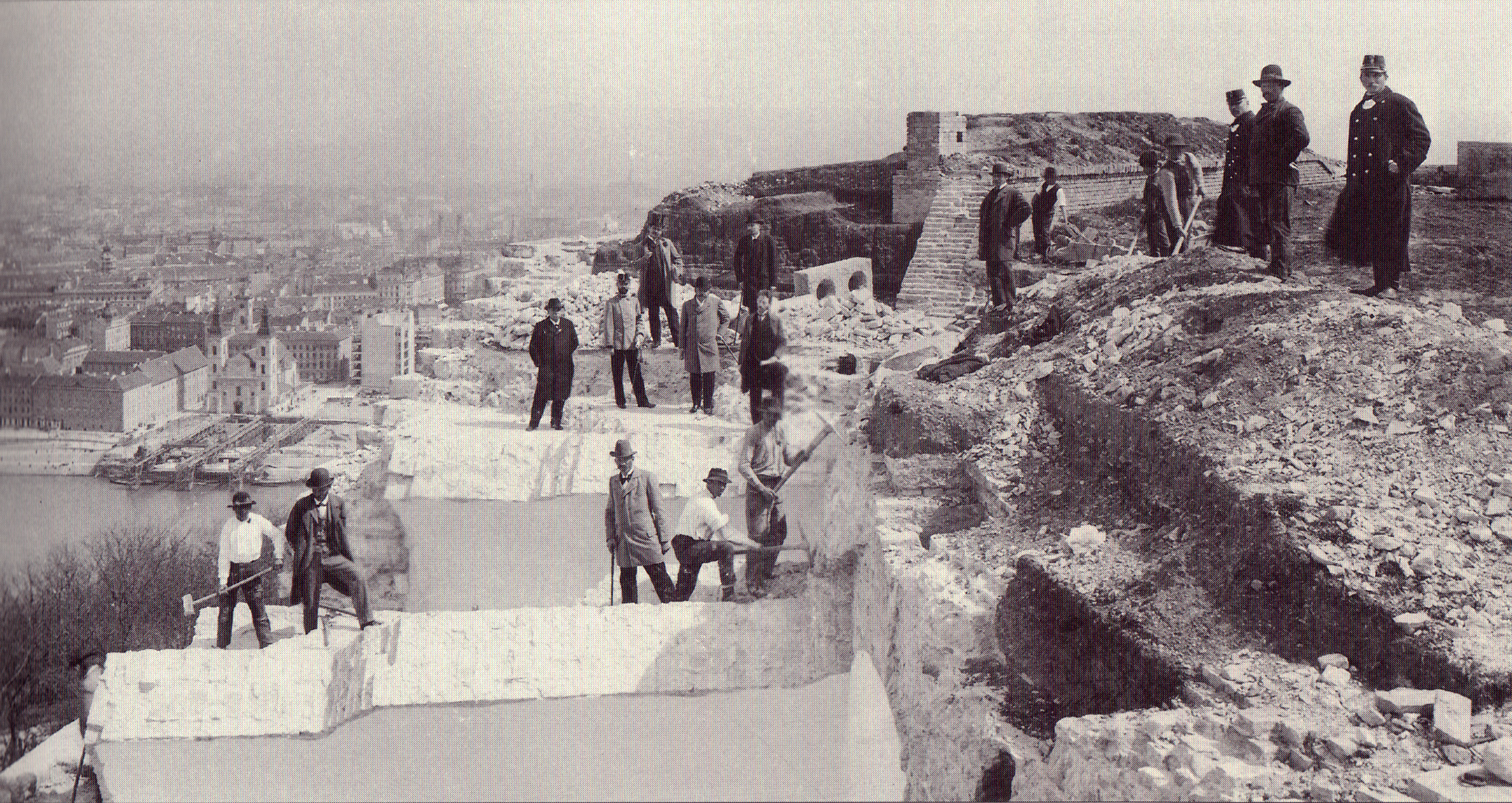
Demantelarea Citadelei în 1898; în fundal: șantierul construcției podului Elisabeta

După Compromisul austro-ungar din 1867, rolul militar al fortăreței dispare, bateriile de artilerie au fost demontate și unitățile austriece au înlocuite cu unități de honvezi care au folosit cazarma din interiorul fortului. Cu toate acestea, prezența militarilor a durat până în 1899, după ce în prealabil, în anul 1896, autoritățile militare au cedat construcția cu titlu gratuit, primăriei Budapestei. Ultima unitate militară care a fost campată în fort a fost Compania 2. a Regimentului 6. de Artilerie din cadrul Corpului de Armată 5. După evacuarea militarilor, opinia publică din Budapesta solicita primăriei dărâmarea completă a fortului. Autoritățile locale, sub presiunea opiniei publice, au intreprins lucrări de demolare, mai mult simbolice, dar care au fost abandonate din lipsă de fonduri. Cu ocazia demantelării parțiale din 1898-99, au fost distruse acele părți ale fortificației care puteau fi folosite pentru amplasarea tunurilor de asalt și a fost demolată cazarma precum și clădirile administrative din curtea interioară.
După anul 1900, Citadela, treptat, a devenit o atracție turistică și un loc de belvedere, datorită panoramei ce se deschide asupra întregului oraș. La începutul secolului al XX-lea au fost înlăturate rămășitele șanțurilor de apărare și au fost amenajate aleile pietonale care urcă de la baza dealului pană la fortăreață. Spre sfârșitul celui de-al doilea război mondial, în anul 1944, când încercuirea orașului de către trupele sovietice a devenit iminentă, aici au fost amplasate baterii de apărare antiaeriană ale armatei germane și maghiare, iar cazematele au fost folosite ca loc de depozitare și spital militar. În timpul luptelor din lunile decembrie 1944-februarie 1945 părți ale fortului au suferit avarii datorita tirurilor de artilerie, urme vizibile și în zilele noastre.

## Galerie de imagini aeriene

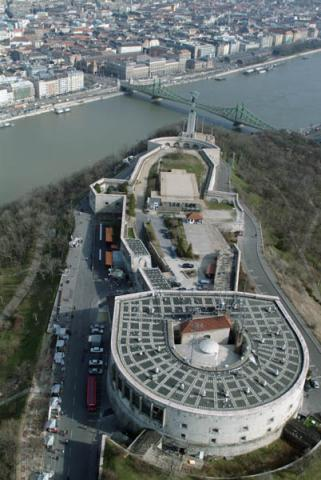
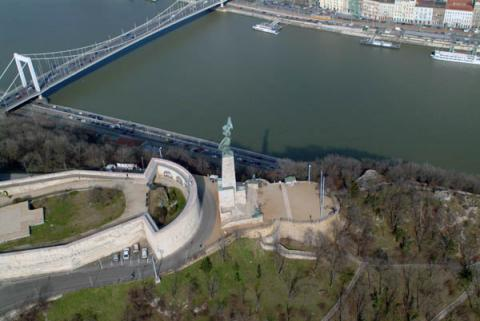
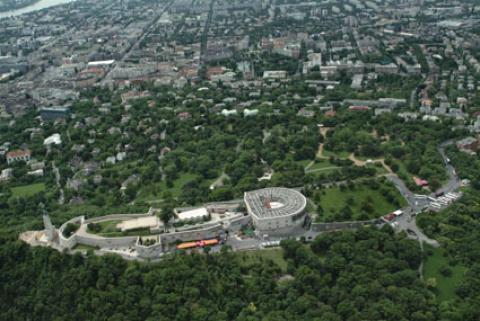
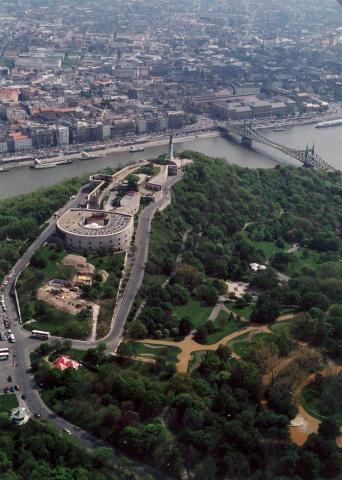
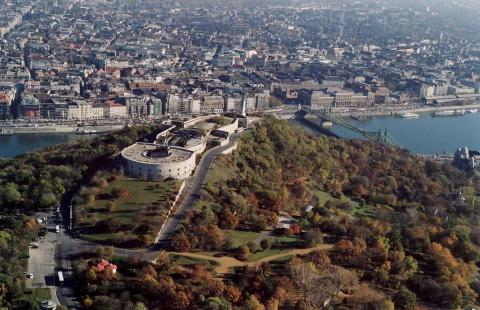
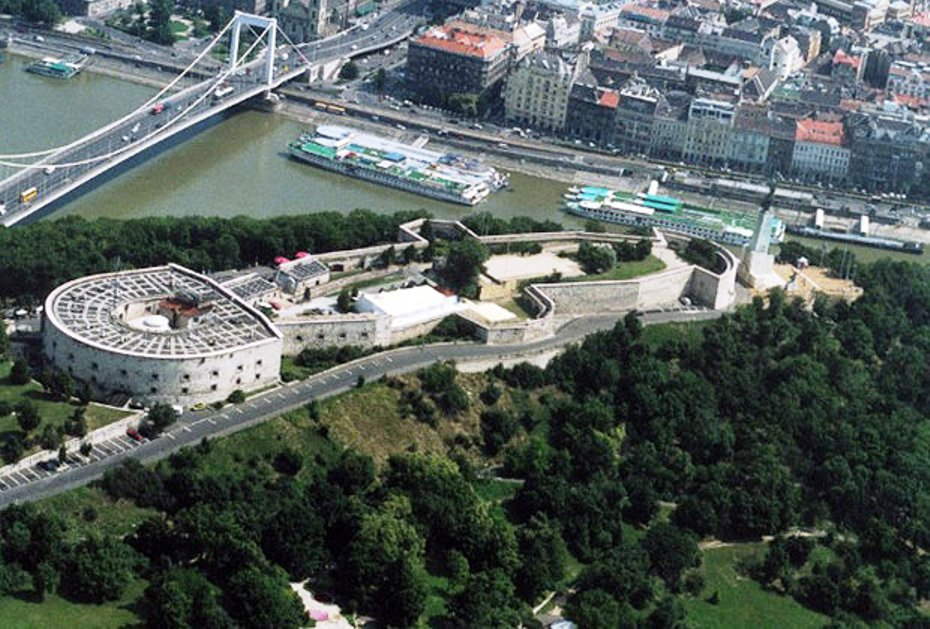